# Stranded (Haiti Mon Amour)
Stranded (Haiti Mon Amour) (ang. Osierocone (Haiti moje kochane)) – piosenka wykonywana przez Jaya-Z wspólnie z Rihanną, Bono i The Edge. Utwór został stworzony na rzecz kampanii pomocy dla Haiti. Dochód zostanie przekazany na rzecz ofiar trzęsienia ziemi na tych terenach. Jest to już druga piosenka Rihanny na rzecz ofiar Haiti. Pierwsza to „Redemption Song” cover piosenki Boba Marleya. Piosenka pochodzi z płyty Hope for Haiti Now.

## Promocja
Singiel został wydany 23 stycznia 2010 roku W Wielkiej Brytanii. Wokaliści po raz pierwszy wykonali utwór 22 stycznia 2010 roku w Londynie. Jest to druga charytatywna piosenka, trzecia ogólnie, z której zysk zostanie przekazany na kampanię, która zajmuje się pomocą ofiarom trzęsienia ziemi na Haiti. Album Hope for Haiti Now można kupić na UK iTunes od 23 stycznia 2010 roku.

## Notowania
| Lista przebojów (2010)                | Najwyższa pozycja |
| ------------------------------------- | ----------------- |
| Austria (Ö3 Austria Top 40)           | 10                |
| Belgia (Ultratop Flandria)            | 39                |
| Dania (IFPI)                          | 36                |
| Europa (European Hot 100 Singles)     | 26                |
| Finlandia (Mitä hittiä)               | 14                |
| Hiszpania (PROMUSICAE)                | 30                |
| Irlandia (IRMA)                       | 3                 |
| Kanada (Canadian Hot 100)             | 6                 |
| Norwegia (VG-lista)                   | 6                 |
| Portugalia (Singles Top 50)           | 35                |
| Stany Zjednoczone (Billboard Hot 100) | 16                |
| Świat (World Singles Top 40)          | 17                |
| Szwecja (Sverigetopplistan)           | 3                 |
| Wielka Brytania (UK Singles Chart)    | 41                |
| Włochy (FIMI)                         | 10                |

## Wydanie
| Kraj      | Data             | Format           |
| --------- | ---------------- | ---------------- |
| Worldwide | 23 stycznia 2010 | Digital download |